# Cliff Barker
Clifford Eugene "Cliff" Barker (Yorktown, Indiana, 15 de enero de 1921-Satsuma, Florida, 17 de marzo de 1998), fue un baloncestista estadounidense que disputó tres temporadas en los Indianapolis Olympians de la NBA, dos de ellas como jugador-entrenador. Con 1,89 metros de estatura, jugaba en la posición de base.

## Trayectoria deportiva

### Universidad
Jugó durante tres temporadas con los Wildcats de la Universidad de Kentucky, en las que promedió 5,8 puntos por partido. Formó parte de los denominados Fabulous Five, junto con Wah Wah Jones, Kenny Rollins, Alex Groza y Ralph Beard, que consiguieron dos títulos de campeones de la NCAA en 1948 y 1949. En ambas temporadas fue incluido en el segundo mejor quinteto de la Southeastern Conference.

### Selección nacional
En 1948 se realizaron unas pruebas para elegir al equipo que representaría a Estados Unidos en los Juegos Olímpicos de Londres, jugándose un partido final entre los Kentucky Wildcats y el equipo semiprofesional de los Phillips Oilers, perdiendo el equipo universitario por 4 puntos, pero uniéndose sus cinco titulares a la selección, ganando la medalla de oro derrotando en la final a Francia por 66-21. Barker jugó 6 partidos, en los que promedió 3,1 puntos.

### Profesional
Fue elegido en la quincuagésimo quinta posición del Draft de la BAA de 1949 por Washington Capitols, pero acabó fichando con los Indianapolis Olympians, equipo que se formó tomando como base la selección nacional que participó en los Juegos Olímpicos de Londres, y del cual los jugadores procedentes de Kentucky eran accionistas.
En sus dos primeras temporadas actuó como jugador-entrenador, en la primera de ellas logrando el pase para disputar los playoffs, en los que cayeron en la final de la División Oeste ante los Anderson Packers, promediando Barker 5,7 puntos y 2,2 asistencias por partido.
La temporada 1951-52 fue la última de Barker como profesional, ya con 31 años, en la que tuvo un papel testimonial, promediando 2,9 puntos y 1,8 rebotes por partido.

## Estadísticas de su carrera en la NBA

### Temporada regular
| Temporada | Edad | Equipo                 | Liga | P   | TIT | MIN  | TC  | TCA | %TC  | 3P | 3PA | %3P | TL  | TLA | %TL  | R.OF. | R.DEF. | REB | ASIS | ROB | TAP | PER | FP  | PTS |
| 1949-50   | 29   | Indianapolis Olympians | NBA  | 49  |     |      | 2.1 | 5.6 | .372 |    |     |     | 1.5 | 2.2 | .708 |       |        |     | 2.2  |     |     |     | 2.0 | 5.7 |
| 1950-51   | 30   | Indianapolis Olympians | NBA  | 56  |     |      | 0.9 | 3.6 | .252 |    |     |     | 0.9 | 1.4 | .649 |       |        | 1.8 | 2.1  |     |     |     | 1.8 | 2.7 |
| 1951-52   | 31   | Indianapolis Olympians | NBA  | 44  |     | 11.2 | 1.1 | 3.7 | .298 |    |     |     | 0.7 | 1.2 | .588 |       |        | 1.8 | 1.6  |     |     |     | 1.3 | 2.9 |
| Total     |      |                        | NBA  | 149 |     | 11.2 | 1.3 | 4.3 | .316 |    |     |     | 1.0 | 1.6 | .662 |       |        | 1.8 | 2.0  |     |     |     | 1.7 | 3.7 |

### Playoffs
| Temporada | Edad | Equipo                 | Liga | P | MIN | TCA | TC | 3PA | 3P | TLA | TL | R.OF. | REB | ASIS | ROB | TAP | PER | FP | PTS | %TC  | %3P | %FT  | MIN | PTS | REB | AST |
| 1949-50   | 29   | Indianapolis Olympians | NBA  | 6 |     | 12  | 31 |     |    | 10  | 15 |       |     | 13   |     |     |     | 10 | 34  | .387 |     | .667 |     | 5.7 |     | 2.2 |
| 1950-51   | 30   | Indianapolis Olympians | NBA  | 3 |     | 4   | 19 |     |    | 0   | 3  |       | 15  | 10   |     |     |     | 10 | 8   | .211 |     | .000 |     | 2.7 | 5.0 | 3.3 |
| Total     |      |                        | NBA  | 9 |     | 16  | 50 |     |    | 10  | 18 |       | 15  | 23   |     |     |     | 20 | 42  | .320 |     | .556 |     | 4.7 | 5.0 | 2.6 |